# Morti nel 1872
| Questa pagina contiene informazioni ricavate automaticamente dalle voci biografiche con l'ausilio del template Bio e di un bot. L'aggiornamento è periodico e automatico e ricostruisce completamente la pagina. Se manca una persona in questa lista, sei pregato di non aggiungerla, ma accertati piuttosto che la sua voce biografica contenga il template Bio e che i dati anagrafici siano correttamente compilati. Se il template Bio manca, inseriscilo tu stesso o, in alternativa, metti l'avviso {{tmp\|Bio}} che ne segnala la mancanza. Se i dati riportati sono sbagliati, correggi direttamente la voce biografica; le modifiche saranno visibili in questa lista entro pochi giorni. Per chiarimenti vedi il progetto biografie. La lista contiene solo le 300 persone che sono citate nell'enciclopedia e per le quali è stato implementato correttamente il template Bio. Pagina aggiornata al 18 ago 2025. |

## Gennaio(26)
- 2 gennaio - Ludolf Wienbarg, scrittore tedesco (n. 1802)
- 4 gennaio - Giovanni Battista Resasco, architetto italiano (n. 1798)
- 5 gennaio - Pietro Follador, poeta, presbitero e rivoluzionario italiano (n. 1827)
- 6 gennaio - James Fisk, imprenditore statunitense (n. 1834)
- 9 gennaio - Henry Halleck, generale e avvocato statunitense (n. 1815)
- 13 gennaio - Alessandro Borgia, italiano (n. 1783)
- 13 gennaio - Corrado Politi, patriota, politico e scienziato italiano
- 14 gennaio - Giovanni Antonelli, astronomo e matematico italiano (n. 1818)
- 14 gennaio - Joseph Christoph Kessler, pianista e compositore tedesco (n. 1800)
- 17 gennaio - Luigi Mannelli, politico italiano (n. 1803)
- 17 gennaio - Antoine Frédéric Spring, medico tedesco (n. 1814)
- 18 gennaio - Carolina d'Assia-Homburg, principessa (n. 1819)
- 18 gennaio - Pietro Kandler, storico, archeologo e giurista italiano (n. 1804)
- 19 gennaio - Francesco Annoni di Cerro, generale e politico italiano (n. 1804)
- 20 gennaio - Raffaele Sacco, poeta e scrittore italiano (n. 1787)
- 21 gennaio - Franz Grillparzer, scrittore e drammaturgo austriaco (n. 1791)
- 24 gennaio - Giulia Centurelli, poetessa, pittrice e patriota italiana (n. 1832)
- 24 gennaio - Friedrich Adolf Trendelenburg, filosofo tedesco (n. 1802)
- 25 gennaio - Richard Stoddert Ewell, generale statunitense (n. 1817)
- 26 gennaio - Carlo d'Arco, storico dell'arte, pittore e storico italiano (n. 1799)
- 26 gennaio - Giuseppe Govone, generale, politico e agente segreto italiano (n. 1825)
- 26 gennaio - Nikolaj Alekseevič Miljutin, politico russo (n. 1818)
- 28 gennaio - Emma Edgcumbe, nobildonna inglese (n. 1791)
- 29 gennaio - Edwin Atherstone, poeta e drammaturgo britannico (n. 1788)
- 29 gennaio - Peter Eskilsson, pittore e fotografo svedese (n. 1820)
- 30 gennaio - Francis Rawdon Chesney, generale britannico (n. 1789)

## Febbraio(28)
- 2 febbraio - Pietro Cazzola, imprenditore italiano (n. 1808)
- 2 febbraio - Lorenzo Ceppi, magistrato, funzionario e politico italiano (n. 1802)
- 2 febbraio - Ekaterina Michajlovna Potëmkina, nobildonna russa (n. 1788)
- 6 febbraio - Joseph Gratry, scrittore, teologo e presbitero francese (n. 1805)
- 7 febbraio - Martin John Spalding, arcivescovo cattolico statunitense (n. 1810)
- 9 febbraio - Giorgio Manganaro, politico italiano (n. 1797)
- 9 febbraio - Léon Vaudoyer, architetto francese (n. 1803)
- 10 febbraio - Feodora di Hohenlohe-Langenburg, principessa (n. 1839)
- 12 febbraio - Efisio Cugia, generale e politico italiano (n. 1818)
- 13 febbraio - Benedetto Trompeo, medico italiano (n. 1797)
- 14 febbraio - Giovanni de Foresta, magistrato, avvocato e politico italiano (n. 1799)
- 17 febbraio - José Burgos, presbitero, scrittore e educatore filippino (n. 1837)
- 17 febbraio - Mariano Gómez, presbitero, scrittore e educatore filippino (n. 1799)
- 17 febbraio - Jacinto Zamora, presbitero, scrittore e educatore filippino (n. 1835)
- 18 febbraio - Josephine Sophia White Griffing, attivista statunitense (n. 1814)
- 19 febbraio - Josef Leonhard Bernold, imprenditore, giudice e politico svizzero (n. 1809)
- 19 febbraio - Gustav Friedrich Oehler, teologo tedesco (n. 1812)
- 21 febbraio - Roberto de Sauget, politico e militare italiano (n. 1786)
- 22 febbraio - Franz Xaver Fieber, botanico e entomologo tedesco (n. 1807)
- 22 febbraio - Galdric Verdaguer, militare francese (n. 1842)
- 23 febbraio - Giovannina Franchi, religiosa italiana (n. 1807)
- 23 febbraio - Giovanni Battista Rocci, notaio italiano (n. 1799)
- 24 febbraio - William Webb Ellis, presbitero britannico (n. 1806)
- 24 febbraio - Aubrey Spencer, nobile e vescovo anglicano britannico (n. 1795)
- 24 febbraio - Georg Matthias von Martens, botanico tedesco (n. 1788)
- 26 febbraio - Ignazio Costa della Torre, politico e magistrato italiano (n. 1789)
- 26 febbraio - Salvatore De Renzi, medico e scrittore italiano (n. 1800)
- 28 febbraio - Luigi Gusmaroli, patriota e religioso italiano (n. 1811)

## Marzo(20)
- 3 marzo - Augusto Bozzi Granville, medico e patriota italiano (n. 1783)
- 4 marzo - Johannes Carsten Hauch, poeta danese (n. 1790)
- 5 marzo - Cornelius Krieghoff, pittore olandese (n. 1815)
- 6 marzo - Benjamin Chew Howard, politico statunitense (n. 1791)
- 8 marzo - Adriana van Ravenswaay, pittrice olandese (n. 1816)
- 9 marzo - Antonio Salomone, arcivescovo cattolico italiano (n. 1803)
- 10 marzo - Giuseppe Mazzini, patriota, politico e filosofo italiano (n. 1805)
- 10 marzo - Marianne Tromlitz, cantante lirica e pianista tedesca (n. 1797)
- 11 marzo - Niccolò Matas, architetto italiano (n. 1798)
- 12 marzo - Zeng Guofan, generale, politico e nobile cinese (n. 1811)
- 13 marzo - Antonio Piazza, giornalista, poeta e traduttore italiano (n. 1795)
- 14 marzo - Franz Bauer, scultore e insegnante austriaco (n. 1798)
- 15 marzo - Jonathan Letterman, medico statunitense (n. 1824)
- 16 marzo - José Maria Rita de Castelo Branco, militare e politico portoghese (n. 1788)
- 17 marzo - Aleksa Simić, politico serbo (n. 1800)
- 20 marzo - Francisco Palau y Quer, presbitero spagnolo (n. 1811)
- 25 marzo - Luigi Tinelli, patriota, imprenditore e diplomatico italiano (n. 1799)
- 26 marzo - Raffaele Del Ponte, pittore, scenografo e illustratore italiano (n. 1813)
- 28 marzo - Girolamo Luigi Calvi, storico dell'arte, pittore e scrittore italiano (n. 1791)
- 29 marzo - Bartolomeo Campora, politico italiano (n. 1800)

## Aprile(16)
- 1º aprile - Martin Ohm, matematico tedesco (n. 1792)
- 2 aprile - Samuel Morse, pittore, inventore e storico statunitense (n. 1791)
- 3 aprile - Michail Dmitrievič Teben'kov, militare, esploratore e oceanografo russo (n. 1802)
- 4 aprile - Giovanni Giacomo Meyer, imprenditore svizzero (n. 1792)
- 5 aprile - Paul Auguste Ernest Laugier, astronomo francese (n. 1812)
- 9 aprile - Alessandro Bianchi, avvocato e politico italiano (n. 1813)
- 9 aprile - Erastus Corning I, imprenditore e politico statunitense (n. 1794)
- 12 aprile - Nikolaos Mantzaros, compositore greco (n. 1795)
- 16 aprile - Anton von Doblhoff-Dier, politico austriaco (n. 1800)
- 18 aprile - Ann Preston, medico, docente e attivista statunitense (n. 1813)
- 20 aprile - Ljudevit Gaj, politico, linguista e scrittore croato (n. 1809)
- 20 aprile - Andrej Sládkovič, poeta, critico letterario e traduttore slovacco (n. 1820)
- 25 aprile - Antonino Plutino, politico, patriota e militare italiano (n. 1811)
- 28 aprile - Friedrich Christoph Wilhelm Alefeld, botanico e medico tedesco (n. 1820)
- 29 aprile - Domenico Abatemarco, magistrato, politico e patriota italiano
- 29 aprile - Jean-Marie Duhamel, matematico, fisico e insegnante francese (n. 1797)

## Maggio(20)
- 1º maggio - Amalia di Sassonia-Weimar-Eisenach, principessa tedesca (n. 1830)
- 2 maggio - Giacomo Coppola, avvocato e politico italiano (n. 1797)
- 4 maggio - John Pratt, III marchese di Camden, politico inglese (n. 1840)
- 6 maggio - George Robert Gray, ornitologo inglese (n. 1808)
- 6 maggio - Giulio Regondi, chitarrista e compositore svizzero (n. 1822)
- 13 maggio - Théodore Cogniard, drammaturgo e regista teatrale francese (n. 1806)
- 13 maggio - Moritz Hartmann, poeta austriaco (n. 1821)
- 13 maggio - Ludwig von Lützow, politico tedesco (n. 1793)
- 14 maggio - Edmond de Talleyrand-Périgord, nobile e generale francese (n. 1787)
- 16 maggio - Agostino Gallo, biografo, storico e critico d'arte italiano (n. 1790)
- 22 maggio - William Marks, religioso e predicatore statunitense (n. 1792)
- 23 maggio - George François Reuter, botanico francese (n. 1805)
- 24 maggio - Julius Schnorr von Carolsfeld, pittore tedesco (n. 1794)
- 25 maggio - Jerzy Henryk Lubomirski, nobile e politico polacco (n. 1817)
- 25 maggio - Luigi Vercillo, politico italiano (n. 1793)
- 26 maggio - William Stimpson, biologo e zoologo statunitense (n. 1832)
- 26 maggio - Robert Wight, botanico scozzese (n. 1796)
- 27 maggio - William Russell, VIII duca di Bedford, politico inglese (n. 1809)
- 28 maggio - Sofia di Baviera, tedesca (n. 1805)
- 31 maggio - Luigi Masi, militare, patriota e politico italiano (n. 1814)

## Giugno(22)
- 1º giugno - James Gordon Bennett Sr., editore e pubblicista statunitense (n. 1795)
- 1º giugno - Charles Lever, scrittore irlandese (n. 1806)
- 2 giugno - Nikolaj Vasil'evič Dolgorukov, nobile e diplomatico russo (n. 1789)
- 2 giugno - Philippe Joseph Viard, missionario e vescovo cattolico francese (n. 1809)
- 3 giugno - Francesco Maria Giunti, avvocato e politico italiano (n. 1808)
- 4 giugno - Stanisław Moniuszko, compositore polacco (n. 1819)
- 4 giugno - Johan Rudolph Thorbecke, politico olandese (n. 1798)
- 4 giugno - Jean Baptiste Philibert Vaillant, generale francese (n. 1790)
- 7 giugno - Gregorio Ugdulena, presbitero, orientalista e politico italiano (n. 1815)
- 12 giugno - Thomas Caverhill Jerdon, medico, botanico e zoologo britannico (n. 1811)
- 12 giugno - Fabio Pallavicini, diplomatico e politico italiano (n. 1795)
- 14 giugno - Rudolf Benz, giudice e politico svizzero (n. 1810)
- 14 giugno - Catherine Crowe, scrittrice britannica (n. 1790)
- 15 giugno - Adam Józef Potocki, nobile e politico polacco (n. 1822)
- 16 giugno - William Henry Sykes, militare, politico e ornitologo inglese (n. 1790)
- 20 giugno - Alfred Clebsch, matematico tedesco (n. 1833)
- 20 giugno - Élie Frédéric Forey, generale francese (n. 1804)
- 22 giugno - James Black, artigiano statunitense (n. 1800)
- 26 giugno - Nathaniel Isaacs, avventuriero inglese (n. 1808)
- 27 giugno - Michel Carré, librettista francese (n. 1821)
- 28 giugno - Carlotta Marchisio, soprano italiano (n. 1835)
- 30 giugno - Cirilo de Alameda y Brea, cardinale e arcivescovo cattolico spagnolo (n. 1781)

## Luglio(22)
- 1º luglio - Alessandro Puttinati, scultore italiano (n. 1801)
- 1º luglio - Ferdinando Rosellini, politico, matematico e botanico italiano (n. 1814)
- 5 luglio - Charles-Pierre Denonvilliers, medico francese (n. 1808)
- 7 luglio - Niccola Clarelli Paracciani, cardinale e vescovo cattolico italiano (n. 1799)
- 9 luglio - Maximilien Melleville, storico e letterato francese (n. 1807)
- 10 luglio - Filippo Bonacci, magistrato e politico italiano (n. 1809)
- 11 luglio - Antonio Boldini, pittore italiano (n. 1799)
- 11 luglio - Eugenia Tadolini, soprano italiano (n. 1808)
- 13 luglio - Eugen Rosshirt, ginecologo tedesco (n. 1795)
- 18 luglio - Benito Juárez, politico e avvocato messicano (n. 1806)
- 19 luglio - Paolo Baruchelli, avvocato, patriota e politico italiano (n. 1810)
- 20 luglio - Carl von Lutterotti, funzionario austriaco (n. 1793)
- 22 luglio - José Balta, politico peruviano (n. 1814)
- 25 luglio - Alexander Williams Randall, politico statunitense (n. 1819)
- 26 luglio - Rodolfo d'Afflitto, politico italiano (n. 1809)
- 26 luglio - Michele Carafa, compositore e militare italiano (n. 1787)
- 26 luglio - Tomás Gutiérrez, politico peruviano
- 27 luglio - George Walker Crawford, politico statunitense (n. 1798)
- 28 luglio - Andrea Colonna di Stigliano, imprenditore e politico italiano (n. 1820)
- 28 luglio - Frederik Kaiser, astronomo olandese (n. 1808)
- 30 luglio - Pierre Charles Dejean, generale, politico e nobile francese (n. 1807)
- 31 luglio - Augusto Smith, filantropo e politico inglese (n. 1804)

## Agosto(26)
- 2 agosto - Jane Johnson, statunitense
- 3 agosto - William Davies Evans, scacchista gallese (n. 1790)
- 3 agosto - Emmanuele Palazzotto, architetto italiano (n. 1798)
- 5 agosto - Michele Bertolami, poeta, politico e avvocato italiano (n. 1815)
- 5 agosto - Charles-Eugène Delaunay, astronomo e matematico francese (n. 1816)
- 6 agosto - Rosmunda Pisaroni, contralto italiano (n. 1793)
- 6 agosto - Ludovico Stanzani, architetto e numismatico italiano (n. 1784)
- 7 agosto - Luigi Blanch, economista, politico e storico italiano (n. 1784)
- 10 agosto - Emilio Balbo Bertone di Sambuy, nobile, agronomo e generale italiano (n. 1800)
- 11 agosto - Lowell Mason, organista e compositore statunitense (n. 1792)
- 11 agosto - Andrew Smith, chirurgo, naturalista e esploratore scozzese (n. 1797)
- 14 agosto - Alfonso della Valle di Casanova, filantropo italiano (n. 1830)
- 15 agosto - Joseph Anton Clemenz, avvocato, giudice e politico svizzero (n. 1810)
- 17 agosto - Ignazio Calvi, scacchista e compositore di scacchi italiano (n. 1797)
- 17 agosto - Spiridon Palauzov, storico bulgaro (n. 1818)
- 18 agosto - Petar Preradović, poeta croato (n. 1818)
- 19 agosto - Francesco Lucca, editore italiano (n. 1802)
- 21 agosto - Thomas Allom, architetto e pittore inglese (n. 1804)
- 21 agosto - Claude Bastian, politico francese (n. 1799)
- 22 agosto - Vincenzo Capriolo, politico italiano (n. 1810)
- 22 agosto - Pierre-Charles Alexandre Louis, medico, patologo e statistico francese (n. 1787)
- 23 agosto - Joseph Ginet, politico francese (n. 1801)
- 27 agosto - Angelo Quaglia, cardinale italiano (n. 1802)
- 27 agosto - Václav Treitz, patologo ceco (n. 1819)
- 29 agosto - Giovanni Vialardi, cuoco italiano (n. 1804)
- 31 agosto - J. Neely Johnson, politico statunitense (n. 1825)

## Settembre(18)
- 2 settembre - Nicolai Frederik Severin Grundtvig, poeta, storico e pedagogo danese (n. 1783)
- 3 settembre - Immanuel Nobel, ingegnere, architetto e inventore svedese (n. 1801)
- 8 settembre - Paolo Emiliani Giudici, scrittore, storico e critico letterario italiano (n. 1812)
- 9 settembre - Comtesse Dash, scrittrice francese (n. 1804)
- 10 settembre - William Hobson, esploratore e militare irlandese (n. 1792)
- 10 settembre - Avram Iancu, avvocato e rivoluzionario rumeno (n. 1824)
- 13 settembre - Ludwig Feuerbach, filosofo e storico delle religioni tedesco (n. 1804)
- 18 settembre - Carlo XV di Svezia, sovrano svedese (n. 1826)
- 18 settembre - Teodoro Lovati, medico italiano (n. 1800)
- 19 settembre - Massimiliano Noceti, violinista e direttore d'orchestra italiano (n. 1838)
- 21 settembre - Lorenzo Maggiori, nobile e filantropo italiano (n. 1850)
- 22 settembre - Alfonso Porro Schiaffinati, letterato e patriota italiano (n. 1798)
- 23 settembre - Feodora di Leiningen, nobile tedesca (n. 1807)
- 26 settembre - Hans Birch Dahlerup, ammiraglio danese (n. 1790)
- 28 settembre - Fëdor Fëdorovič Matjuškin, navigatore, esploratore e ammiraglio russo (n. 1799)
- 29 settembre - Hector Horeau, architetto francese (n. 1801)
- 29 settembre - Luis María Pastor Coxo, economista e politico spagnolo (n. 1804)
- 30 settembre - Michel Delaporte, drammaturgo, litografo e pittore francese (n. 1806)

## Ottobre(25)
- 1º ottobre - Isaac Campbell Coffin, generale britannico (n. 1800)
- 4 ottobre - Vladimir Ivanovič Dal', linguista e medico russo (n. 1801)
- 6 ottobre - George Pollock, I baronetto, ufficiale britannico (n. 1786)
- 7 ottobre - Francesco Guglianetti, politico italiano (n. 1818)
- 8 ottobre - Francesco Puccinotti, letterato, filosofo e medico italiano (n. 1794)
- 9 ottobre - Romolo Liverani, pittore e scenografo italiano (n. 1809)
- 10 ottobre - William H. Seward, politico statunitense (n. 1801)
- 12 ottobre - Pierre-Roch Vigneron, pittore e litografo francese (n. 1789)
- 14 ottobre - Alberto di Prussia, principe e generale prussiano (n. 1809)
- 15 ottobre - Giovan Battista Pica, politico italiano (n. 1790)
- 15 ottobre - Handrij Zejler, scrittore tedesco (n. 1804)
- 18 ottobre - Cristoforo Mameli, politico, avvocato e funzionario italiano (n. 1795)
- 18 ottobre - Mpande, re (n. 1798)
- 18 ottobre - Michael O'Connor, vescovo cattolico, missionario e gesuita irlandese (n. 1810)
- 19 ottobre - Thomas John Cochrane, ammiraglio scozzese (n. 1789)
- 20 ottobre - Friedrich Welwitsch, botanico e esploratore austriaco (n. 1806)
- 21 ottobre - Jean-Henri Merle d'Aubigné, pastore protestante e storico svizzero (n. 1794)
- 21 ottobre - Antonio Tripoti, funzionario e patriota italiano (n. 1809)
- 22 ottobre - George Heming Mason, pittore britannico (n. 1818)
- 22 ottobre - Domenico Fortunato Savino, ingegnere e architetto italiano (n. 1804)
- 23 ottobre - Théophile Gautier, scrittore, poeta e giornalista francese (n. 1811)
- 24 ottobre - Charles Victor Daremberg, medico francese (n. 1817)
- 26 ottobre - Ottilie von Goethe, scrittrice e nobile tedesca (n. 1796)
- 29 ottobre - Pierre Charles Fournier de Saint-Amant, scacchista francese (n. 1800)
- 31 ottobre - Jacques Babinet, fisico francese (n. 1794)

## Novembre(27)
- 1º novembre - Giacomo Antonio Colli, vescovo cattolico italiano (n. 1811)
- 2 novembre - Orazio Di Negro, politico e ammiraglio italiano (n. 1809)
- 3 novembre - Octave Penguilly L'Haridon, pittore francese (n. 1811)
- 5 novembre - Thomas Sully, pittore britannico (n. 1783)
- 6 novembre - George G. Meade, generale statunitense (n. 1815)
- 8 novembre - Enrico Serpieri, patriota, politico e imprenditore italiano (n. 1809)
- 14 novembre - Maria Merkert, religiosa tedesca (n. 1817)
- 15 novembre - Gaspare Domenico Regis, militare, politico e patriota italiano (n. 1792)
- 17 novembre - Robert Turnbull Macpherson, fotografo scozzese (n. 1814)
- 17 novembre - Luigi Mercantini, poeta e patriota italiano (n. 1821)
- 19 novembre - Martino Manzi, patriota italiano (n. 1836)
- 20 novembre - Giacomo Griziotti, militare italiano (n. 1823)
- 20 novembre - Mattia Agostino Mengacci, vescovo cattolico italiano (n. 1801)
- 21 novembre - Giovanni Miani, esploratore italiano (n. 1810)
- 23 novembre - John Bowring, politico, diplomatico e scrittore britannico (n. 1792)
- 23 novembre - Giuseppe Nicoletti, politico italiano (n. 1799)
- 23 novembre - Dieci Orsi, condottiero e diplomatico nativo americano
- 25 novembre - Benjamin Briggs, marinaio statunitense (n. 1835)
- 25 novembre - Attilio Zuccagni-Orlandini, cartografo e geografo italiano (n. 1784)
- 26 novembre - Pavel Dmitrievič Kiselëv, generale russo (n. 1788)
- 26 novembre - Nicola Valzani, presbitero italiano (n. 1806)
- 27 novembre - Charles-François Duvernoy, basso-baritono francese (n. 1796)
- 27 novembre - Agustín Morales, politico boliviano (n. 1808)
- 29 novembre - Johann Christian Felix Baehr, filologo classico tedesco (n. 1798)
- 29 novembre - Horace Greeley, politico e giornalista statunitense (n. 1811)
- 29 novembre - Mary Somerville, matematica e astronoma scozzese (n. 1780)
- 30 novembre - Domenico Majone, attore teatrale italiano (n. 1844)

## Dicembre(26)
- 2 dicembre - Wincenty Pol, poeta e geografo polacco (n. 1807)
- 2 dicembre - Giuseppe Valerga, patriarca cattolico italiano (n. 1813)
- 3 dicembre - Leopoldo Del Re, astronomo italiano (n. 1804)
- 4 dicembre - Friedrich Bürklein, architetto tedesco (n. 1813)
- 5 dicembre - Giuseppe Naudin, pittore italiano (n. 1792)
- 6 dicembre - Félix Archimède Pouchet, naturalista francese (n. 1800)
- 10 dicembre - Étienne Arnal, attore teatrale francese (n. 1794)
- 11 dicembre - Kamehameha V delle Hawaii, sovrano (n. 1830)
- 14 dicembre - John Frederick Kensett, pittore e incisore statunitense (n. 1816)
- 17 dicembre - Vincenzo Roncalli, imprenditore, politico e filantropo italiano (n. 1792)
- 18 dicembre - Édouard Gassier, baritono francese (n. 1820)
- 19 dicembre - Jakob Friedrich Aberli, pittore svizzero (n. 1800)
- 19 dicembre - Giuseppe Bianchetti, letterato e politico italiano (n. 1791)
- 19 dicembre - Carlo Possenti, ingegnere e politico italiano (n. 1806)
- 20 dicembre - Pietro Beltrami, imprenditore e politico italiano (n. 1812)
- 21 dicembre - Robert Scott Duncanson, pittore statunitense (n. 1821)
- 23 dicembre - Jean-Baptiste Capefigue, storico e giornalista francese (n. 1801)
- 23 dicembre - George Catlin, pittore statunitense (n. 1796)
- 24 dicembre - Pietro Celestino Giannone, poeta e patriota italiano (n. 1791)
- 24 dicembre - William Rankine, ingegnere e fisico scozzese (n. 1820)
- 28 dicembre - James Van Ness, politico statunitense (n. 1808)
- 29 dicembre - Heinrich Schreiber, teologo tedesco (n. 1793)
- 29 dicembre - Ottavio Tasca, patriota e poeta italiano (n. 1795)
- 31 dicembre - Alessandro Cenci Bolognetti, VI principe di Vicovaro, principe, militare e compositore italiano (n. 1801)
- 31 dicembre - Francesco Maria De Benedictis, pittore italiano (n. 1800)
- 31 dicembre - Aleksis Kivi, scrittore e drammaturgo finlandese (n. 1834)

## Senza giorno specificato(24)
- Albéric Allard, giurista belga (n. 1834)
- Jakob Alt, pittore tedesco (n. 1789)
- Richard Southwell Bourke, VI conte di Mayo, politico britannico (n. 1822)
- Cadete, condottiero nativo americano
- Cirillo VII di Costantinopoli, arcivescovo ortodosso greco (n. 1775)
- Mercator Cooper, navigatore statunitense (n. 1803)
- Bogumił Dawison, attore teatrale polacco (n. 1818)
- Edwin Forrest, attore teatrale statunitense (n. 1806)
- Heinrich Gerlach, mineralogista tedesco (n. 1822)
- Carlo Leone Grandi, scrittore e giornalista italiano (n. 1818)
- Ion Heliade Rădulescu, poeta rumeno (n. 1802)
- Achille Iacobelli, imprenditore italiano (n. 1812)
- Carl Jänisch, scacchista finlandese (n. 1813)
- Pierre Ligier, attore teatrale francese (n. 1796)
- James D. Lynch, politico statunitense (n. 1839)
- Santiago Méndez Ibarra, politico messicano (n. 1798)
- Luisa Amalia Paladini, educatrice, scrittrice e poetessa italiana (n. 1810)
- Alfred Poland, medico e chirurgo britannico (n. 1822)
- Michele Taffini d'Acceglio, generale italiano (n. 1786)
- Bedros Turian, poeta, drammaturgo e attore teatrale armeno (n. 1851)
- Pasquale Valerio, medico italiano (n. 1832)
- Frans Vervloet, pittore belga (n. 1795)
- James Wells, predicatore e teologo inglese (n. 1803)
- Yang Luchan, artista marziale cinese (n. 1799)